# Karl Pearson

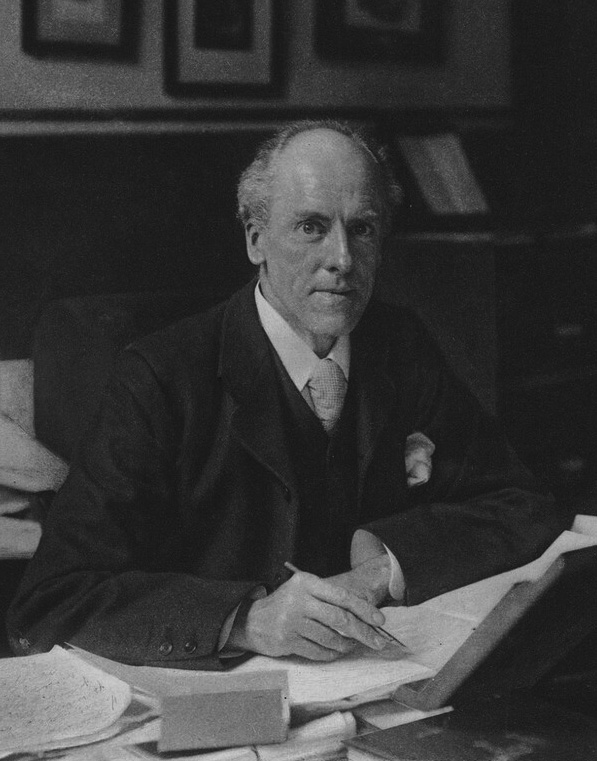
Karl Pearson

Karl Pearson (ur. 27 marca 1857 w Londynie, zm. 27 kwietnia 1936 w Coldharbour, Surrey) – angielski matematyk, prekursor statystyki matematycznej.

## Życiorys
Carl Pearson, później znany jako Karl Pearson, urodził się jako syn Williama Pearsona (adwokata i radcy królewskiego) i Fanny Smith. Miał trójkę rodzeństwa. Pisownia jego imienia łączy się z pobytem w Niemczech (studiował w Heidelbergu). Początkowo używał obydwu form pisowni imienia, aż w 1884 roku zdecydował się na pisownię niemiecką.
W roku 1898 otrzymał Medal Darwina za jego pracę nad ilościowym podejściem do problemów biologicznych.
W 1911 roku na University College London utworzył pierwszy na świecie uniwersytecki wydział statystyki. Synem Karla Pearsona był statystyk Egon Pearson.